# Archoplites interruptus
Archoplites interruptus (Girard, 1854) è un pesce osseo d'acqua dolce appartenente alla famiglia Centrarchidae diffuso in Nordamerica. Si tratta dell'unica specie appartenente al genere Archoplites.

## Distribuzione e habitat

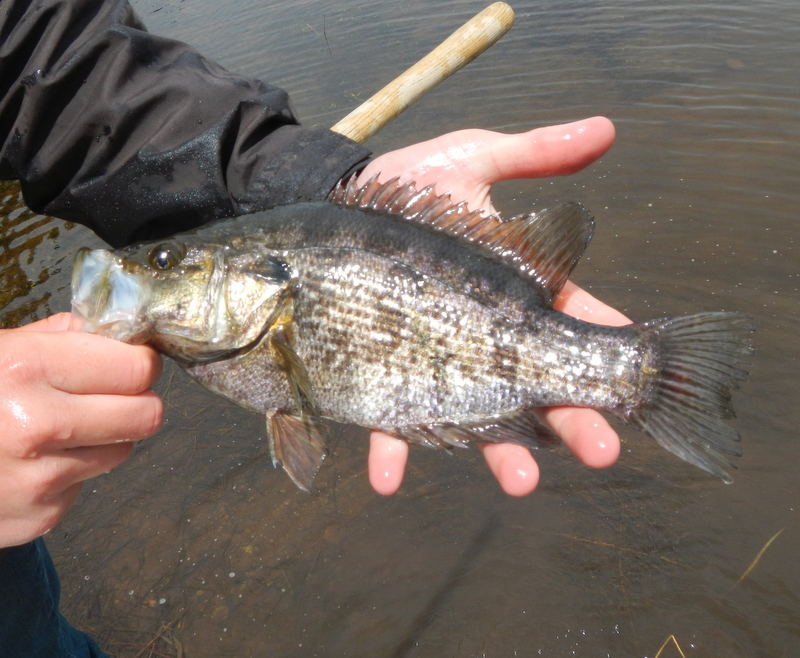

Si tratta dell'unico Centrarchidae naturalmente presente ad ovest delle Montagne Rocciose. L'areale naturale è ristretto alla California nei bacini dei fiumi Sacramento, San Joaquin, Pajaro e Salinas nonché al lago Clear nella contea di Lake. Risulta introdotto in vari bacini dell'ovest degli USA tra i quali quasi tutti i fiumi e i laghi della California e in parte dell'Oregon, del Nevada e dello Utah.
L'habitat è costituito da acque ferme o quasi ricche di vegetazione sommersa come quelle di ambienti palustri, zone fluviali a modesta corrente, laghi e stagni. A. interruptus è tollerante in fatto di qualità dell'acqua e dell'ambiente: può vivere in acque torbide, leggermente salmastre o alcaine e con temperatura variabile e in ambienti privi di vegetazione. È più comune dove non sono presenti altre specie ittiche della stessa famiglia.

## Descrizione
Questa specie ha corpo alto con pinna dorsale e pinna anale lunghe. La bocca è ampia ed è armata da denti piccoli e numerosi situati sulle mascelle, sulla lingua e sul soffitto della cavità orale. Le scaglie sono grandi, di color bruno sui fianchi e sul dorso e danno all'animale una lucentezza metallica verde-violacea. Il carattere che più facilmente permette l'identificazione della specie sono le barre verticali scure poco definite. I maschi e le femmine nel periodo riproduttivo mostrano un leggero dimorfismo sessuale nella colorazione: i maschi sono più scuri e hanno l'opercolo branchiale violaceo mentre le femmine hanno colore più uniforme con opercoli macchiettati. 
La taglia massima accertata è di 73 cm per 1,4 kg. La taglia media è però inferiore e si aggira sui 30 cm.

## Biologia
Può vivere fino a 9 anni.

### Comportamento
È attivo sia di giorno che di notte ma i picchi di attività si hanno all'alba e al tramonto. I giovanili stazionano in acque basse ricche di vegetazione.

### Alimentazione
A. interruptus è un predatore opportunista che può nutrirsi sostanzialmente di qualunque animale abbia dimensioni idonee. Gli insetti acquatici sono un componente essenziale della sua dieta, soprattutto larve e pupe di Chironomidae. In estate lo zooplancton costituisce una parte importante della dieta. Gli adulti consumano anche pesci. È stato dimostrato che preda grandi quantità di larve di zanzare, superiore a quelle catturate dalla gambusia, la specie ittica più frquentemente impiegata per la lotta biologica a questi insetti.

### Riproduzione
Il maschio diventa territoriale nel periodo riproduttivo difendendo un'area in acqua bassa ricca di vegetazione, quindi crea delle piccole depressioni sul fondale dove la femmina deporrà le uova. Il maschio fa la guardia alle uova per tre giorni circa.

## Conservazione
Un tempo molto comune questa specie ha visto ridursi gravemente l'area occupata nel suo areale naturale mentre appare abbondante in molte località nelle quali è stata introdotta. Le motivazioni principali di questa rarefazione sono la distruzione dell'habitat e l'introduzione di specie aliene che impattano sia con la predazione diretta soprattutto delle uova che con la competizione alimentare. Le popolazioni introdotte sono spesso abbondanti ma in generale isolate e a rischio di inincrocio. La Lista rossa IUCN classifica questa specie come "in pericolo".